# Nuno Eanes Cerzeo
Nuno Eanes Cerzeo (fl. XIII secolo) è stato un trovatore medievale, di cui non si conosce granché.
È autore di nove componimenti poetici, otto cantigas de amor e un testo che può classificarsi come l'unico esempio di descort della lirica galiziano-portoghese.